# Chiesa di San Giovanni Battista (Bardi)
La chiesa di San Giovanni Battista è un luogo di culto cattolico dalle forme barocche situato all'estremità sud di piazza Martiri dell'Ungheria a Bardi, in provincia di Parma e diocesi di Piacenza-Bobbio; è sussidiaria della parrocchiale di San Giovanni Battista e della Beata Maria Vergine Addolorata di Bardi e fa parte del vicariato della Val Taro e Val Ceno.

## Storia
La chiesa fu edificata tra il 1500 e il 1503 dai frati serviti, che si erano stanziati a Bardi nel 1478 costruendovi un convento con annessa chiesa della Visitazione di Nostra Signora, consacrata nel 1489.
Nel 1571 l'edificio fu restaurato su progetto del priore Trombetti. Il luogo di culto fu consacrato nel 1589.
Nel 1612 la chiesa, già dedicata a san Giovanni Battista, fu intitolata anche alla Beata Vergine Addolorata.
Nel 1688 furono avviati i lavori di ricostruzione della zona absidale, precedentemente crollata. Nel 1693 fu aggiunto e benedetto il nuovo altare di San Giovanni Battista, mentre nel 1699 furono completate tre delle cappelle laterali.
La facciata, ancora incompleta, fu terminata solo intorno al 1756; nello stesso anno furono anche decorati con stucchi in stile rococò la navata, il presbiterio e le seconde e terze cappelle di ogni lato dai fratelli Boschetti. La chiesa fu inoltre elevata al rango di parrocchia.
Nel 1804 il campanile fu abbattuto e l'anno successivo, in seguito alla soppressione napoleonica dell'ordine dei Servi di Maria e alla confisca del loro convento adiacente alla chiesa, quest'ultima perse l'intitolazione alla Beata Vergine Addolorata.
Tra il 1830 e il 1832 fu innalzata la nuova torre campanaria; furono inoltre completati i fianchi del tempio e furono aggiunte le statue di coronamento della facciata.
Nel 1873 il luogo di culto perse il titolo di parrocchia, in favore della vicina chiesa di Santa Maria Addolorata.

## Descrizione

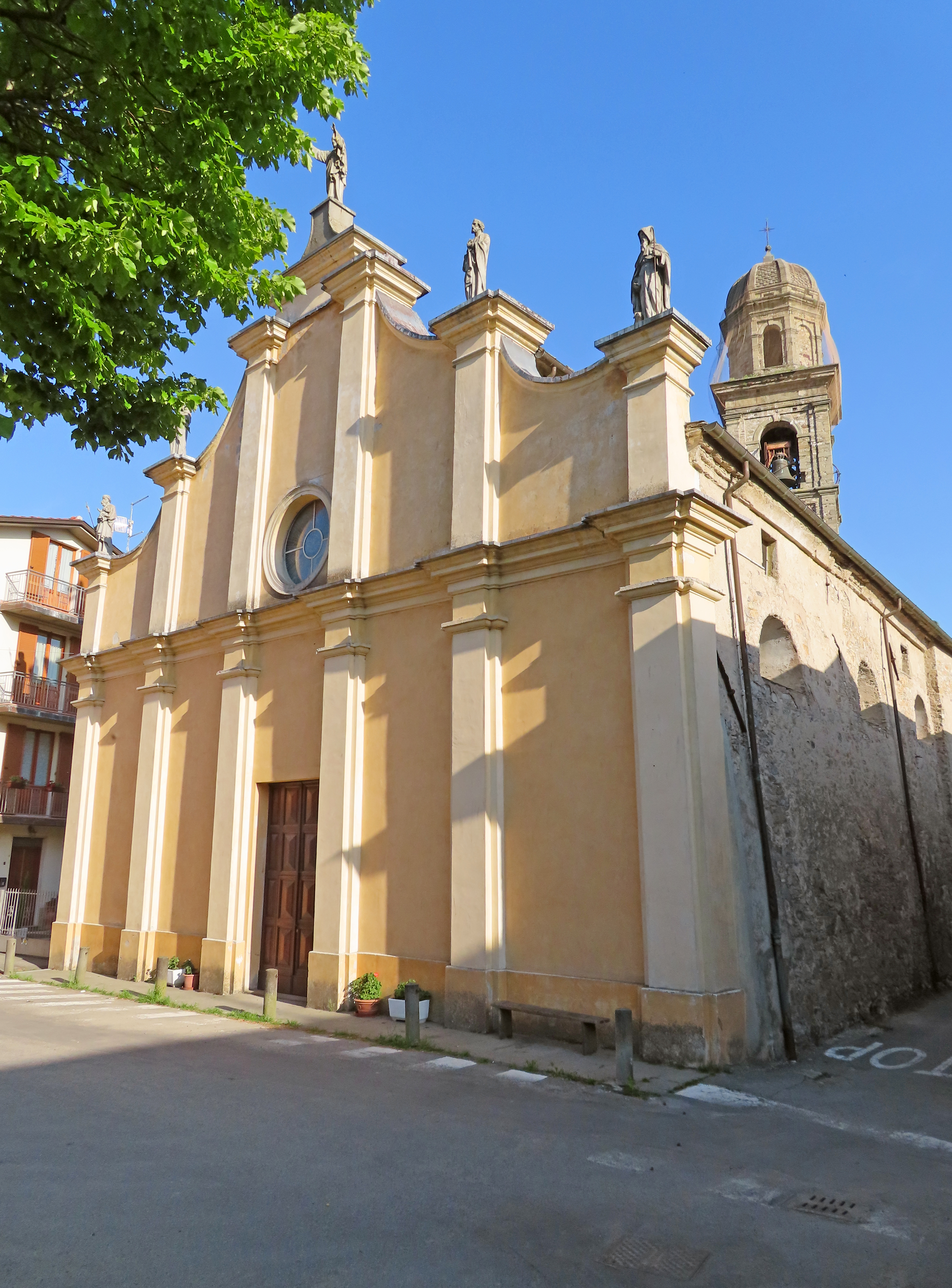
Facciata

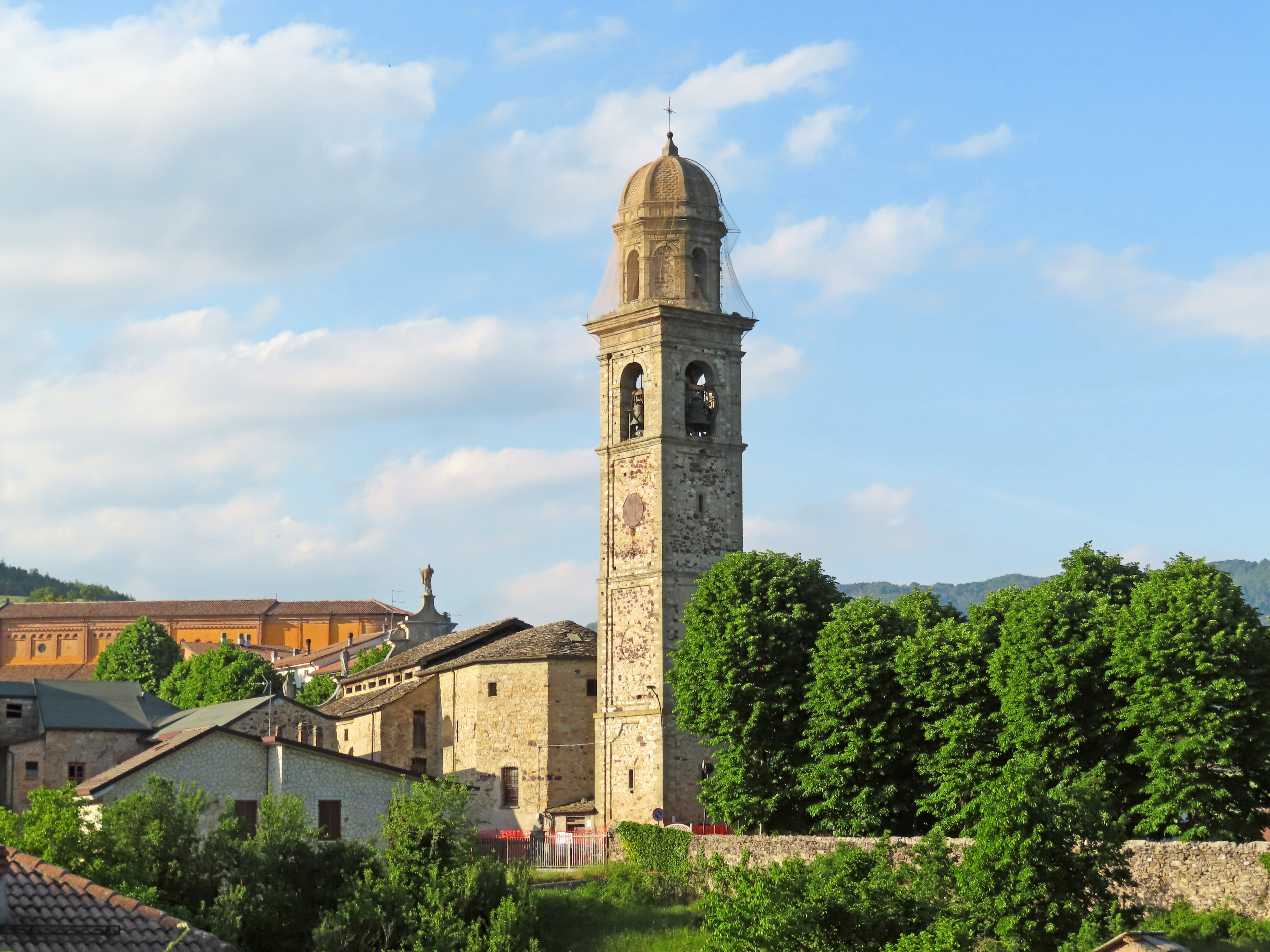
Abside e campanile

La chiesa si sviluppa su un impianto a navata unica, affiancata da tre cappelle per lato; il campanile si innalza sul retro del presbiterio absidato.
La simmetrica facciata a salienti, interamente intonacata, è suddivisa orizzontalmente da un cornicione spezzato in aggetto; il prospetto è scandito verticalmente da un doppio ordine di sei lesene, con sottili capitelli dorici. Al centro è collocato l'ampio portale d'ingresso, mentre più in alto si apre nel mezzo un rosone delimitato da cornice modanata. In sommità le lesene, prive di trabeazione di coronamento, sono sormontate da una serie di statue raffiguranti santi; sul colmo la facciata è completata al centro da un attico, su cui campeggia sopra un alto basamento la statua di Cristo trionfante, e ai lati da volute.
I fianchi, solo parzialmente intonacati, presentano una serie di finestre a lunetta in sommità.
Sul retro oltre l'abside poligonale, forato da finestroni rettangolari, si innalza l'elegante campanile in pietra, decorato da lesene sugli spigoli, fasce marcapiano e sottili nicchie; la cella campanaria si affaccia sui quattro lati attraverso ampie aperture ad arco a tutto sesto, mentre a coronamento si staglia una lanterna a pianta ottagonale, ornata da lesene, cornici e trabeazione.

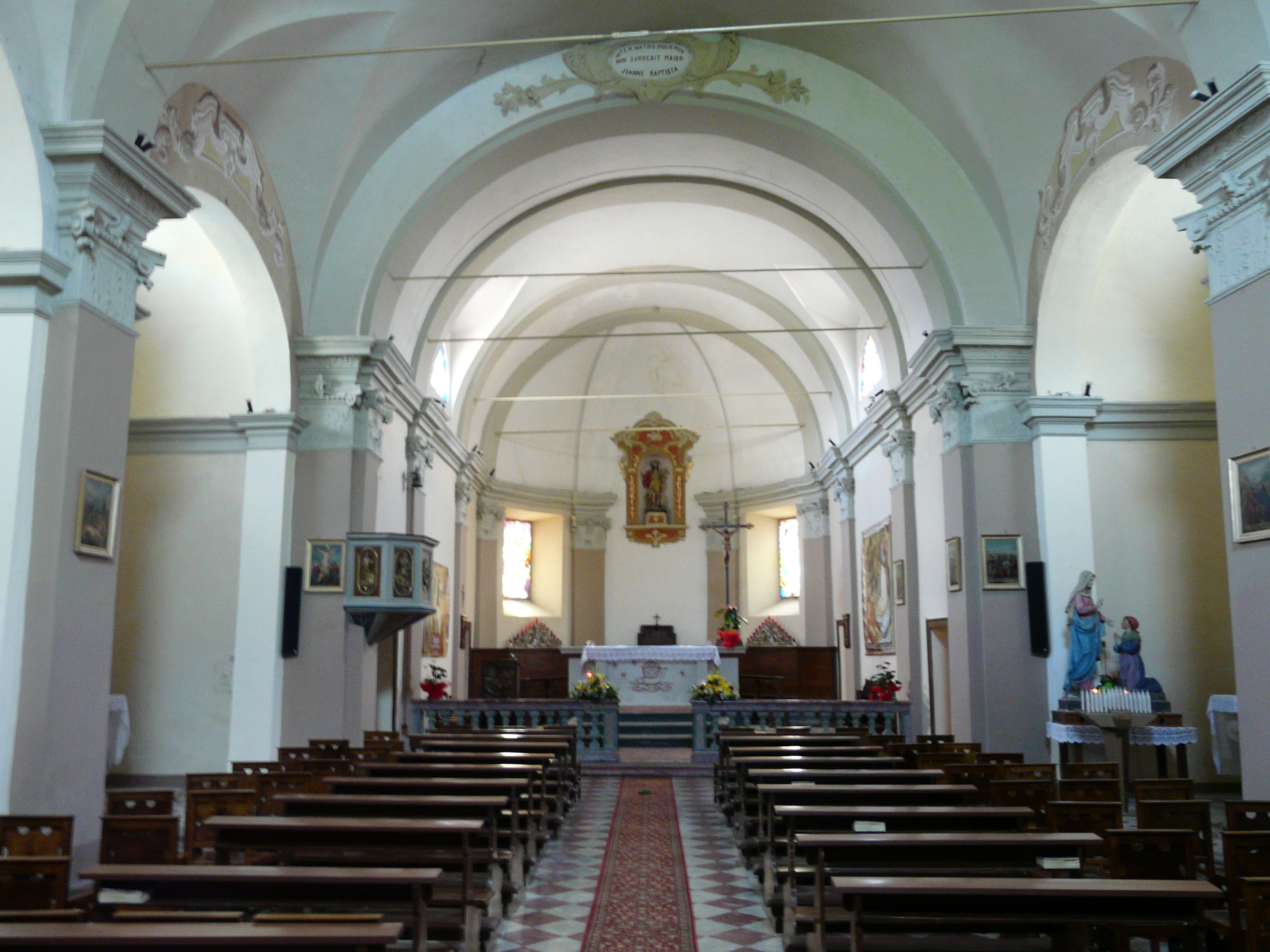
Navata

All'interno la navata, coperta da volta a botte lunettata, è suddivisa in tre campate da lesene coronate da capitelli corinzi in stucco, a sostegno di monconi di cornicione; tra esse si aprono con arcate a tutto sesto le cappelle laterali a pianta rettangolare, coperte da volte a botte e decorate anch'esse con lesene e cornici in stucco.
Il presbiterio è coperto da volta a botte, unghiata in corrispondenza dei due finestroni laterali a lunetta; i fianchi e l'abside semicircolare sono scanditi da una serie di lesene con capitelli corinzi, a sostegno della cornice modanata, interrotta sul fondo in corrispondenza della nicchia contenente la statua lignea di San Giovanni Battista.
La chiesa contiene nelle cappelle laterali alcune opere di pregio, tra cui un baldacchino processionale realizzato verso la metà del XIX secolo forse da Domenico Borella, una statua lignea seicentesca di San Rocco, un'ancona in stucco settecentesca contenente una statua policroma in legno di San Sebastiano, un dipinto raffigurante la Madonna col Bambino e i santi Giuseppe e Bartolomeo e due portaceri intagliati neorococò, posti ai lati dell'altare maggiore.